# Volvo P1900
Der Volvo P1900 war ein Sportwagen des schwedischen Automobilherstellers Volvo, der 1954 vorgestellt und von 1956 bis 1957 in sehr geringer Stückzahl hergestellt wurde. Statt der geplanten 300 wurden nur 67 Exemplare gebaut.
Sportlichkeit verband man bis 1954 nicht mit Volvo, aber Assar Gabrielsson wollte das ändern. Er war von den Möglichkeiten der neuen Technik des glasfaserverstärkten Kunststoffs im Karosseriebau fasziniert und nahm auf einer Geschäftsreise 1953 in den USA Verhandlungen mit der Firma Glasspar auf, die auch die Karosserie der Anfang 1953 vorgestellten Chevrolet Corvette baute.
Der im P1900 eingebaute Vierzylindermotor B14B, der auf dem B4B-Motor des PV444 basierte, hatte einen Hubraum von 1414 cm³ und leistete 51 kW (70 SAE PS) bei 5500/min. Damit kam der nur 969 kg schwere Wagen auf eine Höchstgeschwindigkeit von 150 km/h.
Die überaus kurze Entwicklungszeit von gerade mal zwei Jahren, nach der Volvo das Auto auf die Straße brachte, sollte sich rächen. 1957 lieh sich Volvos damals neuer Geschäftsführer Gunnar Engellau einen P1900 über das Wochenende aus und soll der Legende zufolge am darauf folgenden Montagmorgen als erstes die Produktion gestoppt haben, da das Auto weit von den Qualitätsstandards entfernt war, die man bei Volvo forderte. Der Rahmen war nicht steif genug, die Plastikkarosserie nicht dicht und auch nicht sauber verarbeitet. 
Darüber hinaus war zwar das öffentliche Interesse am neuen P1900 sehr groß, kaufen wollte das Auto, das so gar nicht in Volvos damaliges Angebot passte, aber so gut wie niemand. Mit fast 20.000,- SEK war er auch doppelt so teuer wie ein PV444.
Die Absatzzahlen waren für den schwedischen Automobilhersteller enttäuschend, die Produktion zu teuer, die Qualität miserabel. Im Jahr 1956 wurden 44 und 1957 23 Fahrzeuge hergestellt. Einige Jahre später erkannte man, dass eine Fahrgestellnummer wahrscheinlich doppelt vergeben wurde, es wurden also vermutlich sogar 68 Autos gebaut. Aus Schweden erwarteten die Käufer ein anderes Auto, die Produktion wurde daher bald wieder eingestellt. 
Von den wenigen P1900, die verkauft wurden, existieren heute noch etwa 50 Stück weltweit, die meisten davon restauriert und voll funktionsfähig.